# François-Jacques d'Amboise
 (janvier 2014).
Si vous disposez d'ouvrages ou d'articles de référence ou si vous connaissez des sites web de qualité traitant du thème abordé ici, merci de compléter l'article en donnant les références utiles à sa vérifiabilité et en les liant à la section « Notes et références ».
François-Jacques d'Amboise d'Aubijoux, né en 1606 et mort le  19 novembre 1656 à Graulhet, était un seigneur français, dernier membre de la Maison d'Amboise.

## Titres et fonctions
François-Jacques d'Amboise est comte d'Aubijoux, ami et compagnon de Gaston d'Orléans (frère du roi Louis XIII).
Il est seigneur de Castelnau-de-Lévis et de Graulhet.
En 1632, il est blessé à la bataille de Castelnaudary. Le 31 décembre 1646, il est nommé maréchal de camp et en 1650, Lieutenant-général du Languedoc et gouverneur de Montpellier.

## Biographie
François-Jacques d'Amboise est le petit-fils de Louis d'Amboise d'Aubijoux.
Ennemi acharné de Richelieu, il fait partie du complot de Cinq-Mars et doit se réfugier en Angleterre.
Il fut l'amant de la belle présidente Tambonneau, et de Ninon de Lenclos. Il était également amoureux de la reine de Pologne avec laquelle il correspondait régulièrement.
Il fut l'ami et le protecteur de Molière durant ses dix années de tournées en pays d'oc, de 1647 à 1657. En son château de Crins, sur les rives du Dadou, il reçut les troubadours Chapelle et Bachaumont.
En 1654, ayant participé à un duel, interdit, où son lieutenant fut tué, Aubijoux fut condamné à mort par contumace par le Parlement de Paris. Heureusement pour lui, le Parlement de Toulouse se saisit de l'affaire, par arrêt de son président Gaspard de Fieubet, et Aubijoux fut totalement pardonné en 1656.
Il est mort à Graulhet, sans postérité, dernier de la maison d'Amboise dans son château de Crins, petit palais aux jardins magnifiques, le 19 novembre 1656.
Son meilleur ami, Goulas disait de lui : « Il avait une grande fortune, une grande ambition, tant d'esprit, tant d'honneur, tant de cœur, que fort peu l'égalait et que personne ne le surpassait à la cour ».